# كارل بيرغستروم
كارل بيرغستروم (بالسويدية: Karl Ivan Bergström)‏ (مواليد 10 مارس 1937) هو ملاكم سويدي، مثّل بلاده في الألعاب الأولمبية الصيفية 1960.

## روابط خارجية
كارل بيرغستروم على موقع اللجنة الأولمبية الدولية (الإنجليزية)
- كارل بيرغستروم على موقع أوليمبيديا (الإنجليزية)
- كارل بيرغستروم على موقع اللجنة الأولمبية السويدية (السويدية)